# La Vespière
La Vespière är en kommun i departementet Calvados i regionen Normandie i norra Frankrike. Kommunen ligger i kantonen Orbec som ligger i arrondissementet Lisieux. År 2018 hade La Vespière 946 invånare.

## Befolkningsutveckling
Antalet invånare i kommunen La Vespière
Referens:INSEE